# Renclod de Caransebes
Renclod de Caransebes es una variedad cultivar de ciruelo (Prunus domestica), de las denominadas ciruelas europeas, es marca registrada.
Una variedad de ciruela criada en Rumanía en el "Institutul de Cercetare – Dezvoltare pentru Pomicultura Pitesti – Maracineni" ("Instituto de investigación y desarrollo de Pomología Pitesti-Maracineni") situado en el Distrito de Argeș, mediante el cruce simple de 'Renclod Althan' x 'Wilhelmine Späth'.
Las frutas tienen una talla de tamaño mediano, forma esférica, ligeramente alargado y ligeramente aplanado, con peso promedio de 45 g, y una pulpa color  amarillo anaranjado, textura firme, crujiente, jugosa, y sabor dulce aromático.

## Sinoninia
- "Reina Claudia de Caransebes".

## Historia
En Rumanía se han desarrollado en los últimos 50 años en varias instituciones (áreas de Pitesti, Valcea, Voinesti, Strejesti y Bistrita) planes de actuación sobre las variedades de ciruelas locales más conocidas y ha tenido los siguientes objetivos: mejora de los antiguos cultivares autóctonos (Tuleu gras, Grase romanesti y Vinete romanesti); desarrollo mediante programas de mejoramiento de diversos cultivares con diferentes tiempos de maduración y con fruta de alta calidad, destinados tanto al mercado fresco como al procesamiento; obtención de cultivares de floración tardía resistentes a las heladas tardías de primavera, con resistencia o tolerancia a enfermedades virales (particularmente al virus "Plum pox"), así como con bajo vigor y fructificación estimulada.
'Renclod de Caransebes' variedad de ciruela obtenida por el cruce de las variedades 'Renclod Althan' como "Parental Madre" x fecundada por el polen de la variedad 'Wilhelmine Späth' como "Parental Padre", gracias al equipo formado por V. Cociu, E. Bumbac, M. Băncilă, y N. Mutaşcu, en el "Institutul de Cercetare – Dezvoltare pentru Pomicultura Pitesti – Maracineni" ("Instituto de investigación y desarrollo de Pomología Pitesti-Maracineni") situado en el Distrito de Argeș, (Rumanía). Fue obtenida una variedad de maduración más temprana que otras variedades rumanas. Esta nueva variedad fue registrada comercialmente en el año 1991.
'Renclod de Caransebes' se encuentra enmarcada dentro del grupo de las ciruelas Reinas Claudias.

## Características
'Renclod de Caransebes' árbol de vigor medio a alto, con ramas de esqueleto sólido, da frutos en ramas cortas y medianas. Ligeramente susceptible al virus "Plum pox"). Crece mejor en un lugar cálido y soleado, idealmente protegido del viento, sus exigencias al suelo del jardín son modestas: debe ser rico en nutrientes, húmico y húmedo y no propenso a encharcarse. Flor blanca, no auto polinizable, que tiene un tiempo de floración que comienza a partir del 15 de abril con el 10% de floración, para el 19 de abril tiene una floración completa (80%), y para el 1 de mayo tiene un 90% de caída de pétalos.
'Renclod de Caransebes' tiene una talla de tamaño mediano, forma esférica, ligeramente alargado y ligeramente aplanado, con peso promedio de 45 g;epidermis tiene una piel de grosor medio color azul oscuro, cubierta de rocío, aromática recubierta de abundante pruina, fina, gris; sutura con línea visible, de color algo más oscuro que el fruto. Situada en una depresión muy suave, algo más acentuada junto a cavidad peduncular; pedúnculo de longitud mediano, fuerte, leñoso, con escudete muy marcado, muy pubescente, con la cavidad del pedúnculo estrecha, poco profunda, rebajada en la sutura y más levemente en el lado opuesto; pulpa de color amarillo anaranjado, textura firme, ceujiente, jugosa, y sabor dulce aromático.
Hueso poco adherente, pequeño, tiene una forma ampliamente elíptica desde una vista lateral, elíptica desde el frente, a veces, la pulpa puede pegarse parcialmente a sus costados.
Su tiempo de recogida de cosecha temprano, que se inicia la última década de julio. Mantiene la fruta de 14 a 20 días en las condiciones óptimas de almacenamiento.

## Usos
Hay que prestar atención a su polinización cruzada, siendo imprescindible la presencia de un individuo de otra variedad como polinizador ('Anna Späth', 'Vinete de Italia', 'Vinete româneşti'). Los frutos son atractivos en apariencia, y un sabor excelente.
Se usa comúnmente como postre fresco de mesa buena ciruela de postre de principios de verano, también se puede procesar por ejemplo en mosto, o compota.